# Шуарсола
 Шуарсола  — деревня в Советском районе Республики Марий Эл. Входит в состав Кужмаринского сельского поселения.

## География
Находится в центральной части республики Марий Эл на расстоянии приблизительно 16 км по прямой на запад-северо-запад от районного центра посёлка Советский.

## История
Известна с 1859 года, когда здесь насчитывалось 28 дворов, проживал 271 человек. В 1871 году — 46 дворов, 220 жителей, в 1905 году — 70 дворов, 454 жителя. В начале 1930-х годов прошлого столетия Шуарсола была разделена на две деревни — Большую и Малую Шуарсолу. В 1958 году эти деревни вновь объединились. В 2004 года в Шуарсоле имелось 44 хозяйства. В советское время работал колхоз «Большевик».

## Население
Население составляло 275 человек (мари 97 %) в 2002 году, 264 в 2010.

## Известные уроженцы
Айзенворт Анатолий Карпович (1910—1942) — марийский советский писатель, переводчик, журналист, преподаватель. Член Союза писателей СССР.